# Noel Valladares
Noel Eduardo Valladares Bonilla (Comayagua, 3 maggio 1977) è un ex calciatore honduregno, di ruolo portiere.